# Megachile indica
Megachile indica är en biart som först beskrevs av Gupta 1990.  Megachile indica ingår i släktet tapetserarbin, och familjen buksamlarbin. Inga underarter finns listade i Catalogue of Life.